# FreightCar America
FreightCar America (bis 2004 Johnstown America) ist ein amerikanischer Güterwagenhersteller mit Sitz in Chicago. Im Geschäftsjahr 2015 lieferte er knapp 9.000 Wagen aus. FreightCar America ist insbesondere auf Kohlewagen aus rostfreiem Stahl oder Aluminium (Marken BethGon und AutoFlood) spezialisiert.
Das Unternehmen besitzt Produktionswerke in Roanoke (Virginia), Danville (Illinois) und Shoals (Alabama). FreightCar America least seit 2013 einen Teil des Navistar-Werks in Shoals, das durch ein diversifiziertes Produktspektrum die Abhängigkeit von den stark zyklisch nachgefragten Kohlewagen mildern soll.
In Grand Island und Hastings (Nebraska) betreibt die Tochtergesellschaft FreightCar Rail Services Reparaturwerkstätten.

## Geschichte
FreightCar America entstand 1991, als Bethlehem Steel seine Güterwagensparte namens Johnstown America an Thomas M. Begel, dem vormaligen CEO von Pullman-Standard, verkaufte. Das namensgebende Werk in Johnstown (Pennsylvania) wurde jedoch 2007 geschlossen.